# Armoriale dei comuni della Marna
Questa pagina contiene le armi (stemma e blasonatura) dei comuni del dipartimento della Marna.

## A
| Stemma | Nome del comune e blasonatura |
| ------ | --- |
|        | Ambrières D'azur à la fasce d'or chargée d'une jumelle de gueules, accompagnée de trois étoiles aussi d'or rangées en chef et d'une fleur de lys du même en pointe (d'azzurro, alla fascia d'oro caricata di una gemella di rosso, accompagnata da tre stelle pure d'oro ordinate in capo e un giglio dello stesso in punta) Formula: 01:AZU+(PO:BAR:AUR+PA:GEM:RUB)+3STE5:AUR/ORBAR/ORCHE+FLOS:AUR/ORPUN |
|        | Anglure D'or, semé de grelots cousus d'argent soutenus chacun d'un croissant de gueules (d'oro seminato di sonagli saldati d'argento, ciascuno sostenuto da un crescente di rosso) |
|        | Arrigny De sinople à la fasce ondée d'argent chargée de trois tourteaux de gueules, accompagnée, en chef, d'une double burèle potencée et contre-potencée d'or et, en pointe, de trois roses du même ordonnées 2 et 1 (di verde, alla fascia ondata d'argento caricata di tre torte di rosso, accompagnata, in capo, da una doppia burella potenziata e contropotenziata d'oro e, in punta, da tre rose dello stesso ordinate 2 e 1) |
|        | Arzillières-Neuville Parti : au premier burelé d'or et de gueules de douze pièces au château d'argent maçonné de sable, au second d'azur semé de fleurs de lys d'or ; au lion d'or armé et lampassé de gueules, brochant sur le parti (partito: nel 1º burellato d'oro e di rosso di dodici pezzi, al castello d'argento murato di nero; nel 2º d'azzurro seminato di gigli d'oro, al leone d'oro, armato e lampassato di rosso, attraversante) |
|        | Aubérive De gueules à la bande ondée cousue d'azur mouvant d'une arche romaine d'or en chef à dextre, à la barre cousue de sinople, à la gerbe de blé brochant en cœur sur le tout, accompagnée de deux clefs passées en sautoir brochant en chef à senestre sur la barre, d'une épée brochant en pointe à dextre sur la barre et d'une anille brochant en pointe à senestre sur la bande, le tout aussi d'or, au comble cousu d'azur chargé d'une double burèle potencée et contre-potencée d'or (di rosso, alla banda ondata cucita d'azzurro movente da un arco romano d'oro in capo a destra, alla sbarra cucita di verde, al covone di grano attraversante in cuore sul tutto, accompagnato da due chiavi passate in decusse attraversanti in capo a sinistra sulla sbarra, da una spada attraversante in punta a destra sulla sbarra e da un ferro d'ancoraggio in punta a sinistra sulla banda, il tutto pure d'oro; al colmo cucito d'azzurro caricato da una doppia burella potenziata e contropotenziata d'oro) |
|        | Avenay-Val-d'Or De gueules à la bande d'or chargée d'une traînée de poudre ondée de sable, côtoyée de cinq barillets du même, deux en chef et trois en pointe, au chef cousu d'azur chargé d'une corne d'abondance vide contournée d'argent (di rosso, alla banda d'oro caricata di una scia di polvere ondata di nero, accostata da cinque botti dello stesso, due in capo e tre in punta; al capo cucito d'azzurro, caricato di una cornucopia vuota rivoltata d'argento) |
|        | Avize D'azur, au cep de vigne d'or terrassé de sinople, fruité d'argent (d'azzurro, al ceppo di vite d'oro, terrazzato di verde, fruttato d'argento) |
|        | Ay D'azur à la bande d'argent accompagnée de deux cotices potencées et contre-potencées d'or de treize pièces, au franc quartier de gueules chargé d'un lion d'argent (d'azzurro, alla banda d'argento accompagnata da due cotisse potenziate e contropotenziate d'oro di tredici pezzi, al quartier franco di rosso, caricato di un leone d'argento) |

## B
| Stemma | Nome del comune e blasonatura |
| ------ | --- |
|        | Bazancourt D'azur au pairle d'argent chargé d'une clef renversée de sable, accompagné en chef d'un semi de billettes aussi d'argent, à dextre d'une bobine d'or et à senestre d'un bouquet de trois épis de blé du même posé en barre, au chef cousu de gueules chargé de trois abeilles volantes aussi d'or (d'azzurro, alla pergola d'argento caricata di una chiave rovesciata di nero, accompagnata in capo da un seminato di biglietti pure d'argento, a destra da una bobina d'oro e a sinistra da un mazzo di tre spighe di grano posto in sbarra; al capo cucito di rosso, caricato di tre api volanti pure d'oro) |
|        | Belleu D'or au sautoir de gueules ; au chef d'azur chargé d'une fleur de lis d'argent accostée de deux crosses d'or, adossées et mouvant du trait du chef (d'oro, alla croce di Sant'Andrea di rosso; al capo d'azzurro, caricato di un giglio d'argento accostato da due pastorali d'oro, addossati e moventi dal tratto dal capo) |
|        | Bétheny De gueules au pairle d'argent chargé de trois flèches du champ, deux passées en sautoir, la troisième brochant en pal, accompagné, en chef, d'une roue dentée aussi d'argent, à dextre, d'une tour d'or ouverte du champ, à senestre, d'une gerbe de blé aussi d'or, au chef cousu d'azur chargé d'un vol aussi d'argent (di rosso, alla pergola d'argento caricata di tre frecce del campo, due passate in decusse, la terza attraversante in palo. accompagnata, in capo, da una ruota dentata pure d'argento, a destra, da una torre d'oro aperta del campo, a sinistra, da un covone di grano pure d'oro; al capo cucito d'azzurro caricato da un volo pure d'argento) |
|        | Bezannes D'azur semé de besants d'or au lion d'argent, la queue contournée, armé de gueules et lampassé aussi d'or (d'azzurro seminato di bisanti d'oro, al leone d'argento, la coda rivoltata, armato di rosso e lampassato pure d'oro) |
|        | Blaise-sous-Arzillières Fascé d'or et d'azur, chaque fasce d'or chargée d'une broye de gueules, les fasces d'azur chargées de six étoiles d'or ordonnées 3, 2 et 1 (fasciato d'oro e d'azzurro, ogni fascia d'oro caricata di uno sfilacciatore di lino di rosso, le fasce d'azzurro caricate di sei stelle d'oro ordinate 3, 2 e 1) |
|        | Bouchy-Saint-Genest Parti : au premier de sinople aux trois fasces d'argent, au chef engrêlé d'or, au second d'azur aux trois fleurs de lys d'or, au bâton en bande du même brochant sur le tout (partito: nel 1º di verde, a tre fasce d'argento, al capo spinato d'oro; nel 2º d'azzurro, a tre gigli d'oro; al bastone in banda dello stesso attraversante sul tutto) Incongruenza tra disegno e blasonatura: il capo spinato dovrebbe essere limitato solo al primo campo e non a tutto lo scudo. Stemma corretto su armorialdefrance.fr. |
|        | Boult-sur-Suippe D'azur à la croix d'argent cantonnée, au premier, d'une navette d'or posée en barre, au deuxième, d'une truite aussi d'argent posée en bande adextrée d'une cotice du même, au troisième, d'un bourdon de pèlerin aussi d'or posé en bande et d'une coquille aussi d'argent brochant sur le bourdon, au quatrième, à la gerbe de blé aussi d'or ; au peuplier du même brochant sur le tout (d'azzurro, alla croce d'argento, accantonata, nel 1º, da una navetta d'oro posta in sbarra, nel 2º, da una trota pure d'argento posta in banda, addestrata da una cotissa dello stesso, nel 3º, da un bastone da pellegrino pure d'oro, posto in banda e da una conchiglia prue d'argento attraversante sul bastone, nel 4º, dal covone di grano pure d'oro; al pioppo dello stesso attraversante sul tutto) |
|        | Bourgogne Bandé d'or et d'azur de six pièces, à la bordure de gueules (bandato d'oro e d'azzurro di sei pezzi, alla bordura di rosso) Formula: 53:AUR/AZU+PA:BOR:RUB |
|        | Boursault De gueules aux quatre fusées pommetées d'argent accolées en fasce (di rosso, a quattro fusi pomettati d'argento, accollati in fascia) |
|        | Brandonvillers De sinople à la jumelle ondée en bande d'argent, accompagnée, en chef, d'une merlette du même, au franc-quartier de gueules à la croix ancrée d'or (di verde, alla gemella ondata in banda d'argento, accompagnata, in capo, da un merlotto dello stesso, quartier franco di rosso, alla croce ancorata d'oro) |
|        | Broyes D'azur aux trois broyes d'or rangées en pal (d'azzurro, a tre sfilacciatori di lino d'oro ordinati in palo) |
|        | Brugny-Vaudancourt Tiercé en fasce : au premier parti au I de sinople au lion d'or et au II chevronné d'or et de sable, au deuxième d'or plain, au troisième de gueules aux trois pals de vair ; aux deux clefs d'argent passées en sautoir brochant sur le tout (interzato in fascia: nel 1º partito: in I di verde, al leone d'oro, e in II scaglionato d'oro e di nero; nel 2º d'oro pieno; nel 3º di rosso, a tre pali di vaio; a due chiavi d'argento, passate in decusse, attraversanti sul tutto) |

## C
| Stemma | Nome del comune e blasonatura |
| ------ | --- |
|        | Caurel Parti d'argent et d'or à la branche de coudrier de sinople posée en barre brochant sur la partition ; le tout sommé d'un chef potencé d'azur chargé d'une fontaine fascée ondée d'argent et aussi d'azur de six pièces accostée de deux moutons affrontés aussi d'argent (partito d'argento e d'oro, al ramo di nocciolo di verde, posto in sbarra, attraversante sulla partizione; il tutto cimato da un capo potenziato d'azzurro, caricato di una fontana fasciata ondata d'argento e pure d'azzurro di sei pezzi, accostata da due montoni affrontati pure d'argento) |
|        | Cernay-lès-Reims Coupé en chevron : au premier d'azur à la double burèle potencée et contre-potencée d'or, au second de sinople à la pointe ondée cousue d'azur chargée d'une pointe d'or, rejoignant la pointe de la ligne de partition, accompagnée, à dextre, d'un cep de vigne et, à senestre, d'une gerbe de blé, le tout du même (troncato in scaglione: nel 1º d'azzurro, alla doppia burella potenziata e contropotenziata d'oro; nel 2º di verde, alla punta ondata cucita d'azzurro caricata di una punta d'oro, che raggiunge la punta della linea di partizione, accompagnata, a destra, da un ceppo di vite e, a sinistra, da un covone di grano, il tutto d'oro) |
|        | Châlons-en-Champagne D'azur à la croix d'or cantonnée de quatre fleurs de lys du même (d'azzurro, alla croce d'oro, accantonata da quattro gigli dello stesso) Formula: 01:AZU+PO:CRU:AUR+4FLOS:AUR/ORCAN |
|        | Champguyon Écartelé : au premier et au quatrième d'or à la merlette de sable, au deuxième et au troisième d'azur à l'étoile d'argent (inquartato: nel 1º e 4º d'oro, al merlotto di nero; nel 2º e 3º d'azzurro, alla stella d'argento) |
|        | Champillon De sinople à la bande d'or chargée d'une double cotice potencée et contre-potencée d'azur, à la hulotte d'argent brochant sur le tout (di verde, alla banda d'oro, caricata di una doppia cotissa potenziata e contropotenziata d'azzurro, all'allocco d'argento, attraversante sul tutto) |
|        | Changy Échiqueté d'or et d'azur au lion d'argent armé et lampassé de gueules brochant sur le tout (scaccato d'oro e d'azzurro, al leone d'argento, armato e lampassato di rosso attraversante sul tutto) |
|        | Charmont Parti : au premier d'or aux deux fasces de gueules, au second d'azur à la tour d'argent ouverte, ajourée et maçonnée de sable ; le tout sommé d'un chef de sinople chargé, à dextre, d'un gland feuillé d'or et, à senestre, d'une abeille du même (partito: nel 1º d'oro, a due fasce di rosso; nel 2º d'azzurro, alla torre d'argento, aperta, finestrata e murata di nero; il tutto cimato da un capo di verde, caricato, a destra, da una ghianda fogliata d'oro, a sinistra, da un'ape dello stesso) |
|        | Châtelraould-Saint-Louvent D'or au château de deux tours couvertes de gueules ajouré, maçonné et hersé de sable, surmonté d'une palme de sinople et d'une crosse d'azur passées en sautoir au point du chef (d'oro, al castello di due torri coperte di rosso, finestrato, murato e con saracinesca di nero, sormontato da una palma di verde e da un pastorale d'azzurro passati in decusse nel punto del capo) |
|        | Châtillon-sur-Marne De gueules aux trois pals de vair, au chef d'or chargé d'une merlette de sable (di rosso, a tre pali di vaio; al capo d'oro, caricato di un merlotto di nero) |
|        | Châtrices D'azur semé de fleurs de lys d'or au cygne d'argent nageant sur une champagne ondée du même chargée de deux burèles ondées du champ (d'azzurro seminato di gigli d'oro, al cigno d'argento, nuotante su una campagna ondata dello stesso, caricata di due burelle ondate del campo) |
|        | Cheminon De gueules à la croix d'or (di rosso, alla croce d'oro) |
|        | Compertrix D'azur au chevron d'or accompagné, en chef, de deux roses du même boutonnées de gueules et pointées de sinople et, en pointe, d'une croisette tréflée aussi d'or (d'azzurro, allo scaglione d'oro, accompagnato, in capo, da due rose dello stesso bottonate di rosso e punteggiate di verde e, in punta, da una crocetta trifogliata pure d'oro) |
|        | Condé-sur-Marne Tiercé en pairle : au premier d'or aux trois fleurs de lys de gueules, au deuxième d'azur à l'église d'argent couverte de gueules, au troisième de gueules à la gerbe de blé d'or liée d'argent (interzato in pergola: nel 1º d'oro, a tre gigli di rosso; nel 2º d'azzurro, alla chiesa d'argento coperta di rosso; nel 3º di rosso, al covone di grano d'oro legato d'argento) |
|        | Congy D'or à la bande fuselée de gueules accompagnée, en chef, de trois fleurs de lys d'azur rangées en bande et, en pointe, d'un semé de billettes du même et d'un lion aussi d'azur brochant sur les billettes (d'oro, alla banda fusata di rosso, accompagnata, in capo, da tre gigli d'azzurro ordinati in banda e, in punta, da un seminato di biglietti dello stesso e da un leone pure d'azzurro attraversante sui biglietti) |
|        | Connantre D'azur à la levrette passante d'argent, colletée d'or, au chef de gueules soutenu d'or, chargé d'un croissant aussi d'argent, accosté de deux étoiles du même (d'azzurro, alla femmina di levriere passante d'argento, collarinata d'oro; al capo di rosso sostenuto d'oro, caricato di un crescente pure d'argento, accostato da due stelle dello stesso) |
|        | Coolus D'azur à la colombe d'argent tenant en son bec un rameau d'olivier de sinople, à la champagne ondée de gueules sommée d'une divise ondée aussi d'argent, chargée de trois billettes d'or ordonnées 2 et 1 (d'azzurro, alla colomba d'argento, tenente nel becco un ramo d'olivo di verde, alla campagna ondata di rosso, cimata da una divisa ondata pure d'argento, caricata da tre biglietti d'oro ordinati 2 e 1) |
|        | Corbeil D'argent, au cœur de gueules, chargé d'une fleur de lys d'or (d'argento, al cuore di rosso, caricato di un giglio d'oro) |
|        | Cormicy D'azur à la tour carrée d'argent maçonnée de sable, ouverte de gueules, sommée d'un choucas aussi de sable (d'azzurro, alla torre quadrata d'argento, murata di nero, aperta di rosso, cimata da una taccola pure di nero) |
|        | Cormontreuil D'azur au sautoir d'argent chargé d'un compas ouvert de sable, cantonné, à dextre, d'une fleur de lys cousue de sinople et, en pointe, d'une jumelle ondée aussi d'argent et d'un clou aussi de sinople brochant sur la jumelle, aux douze étoiles d'or ordonnées en orle brochant à senestre sur le sautoir et le compas, au chef aussi d'azur brochant sur le sautoir, chargé d'une fasce d'argent côtoyée de deux doubles burèles potencées et contre-potencées d'or (d'azzurro, alla croce di Sant'Andrea d'argento, caricata di un compasso aperto di nero, accantonata, a destra, da un giglio cucito di verde e, in punta, da una gemella ondata pure d'argento e da un chiodo, pure di verde, attraversante sulla gemella, a dodici stelle d'oro ordinate in orlo attraversanti a sinistra sul decusse e sul compasso; al capo pure d'azzurro, attraversante sul decusse, caricato di una fascia d'argento accostata da due doppie burelle potenziate e contropotenziate d'oro) |
|        | Courgivaux Écartelé : au premier de gueules au cavalier d'or tenant un oriflamme d'argent chargé d'une croix de gueules, au deuxième d'azur à l'annelet d'argent, au troisième d'azur à la bande d'argent côtoyée de deux doubles cotices potencées et contre-potencées d'or, au quatrième d'argent semé de tourteaux de sable au sautoir engrêlé de gueules brochant (inquartato: nel 1º di rosso, al cavaliere d'oro tenente un'orifiamma d'argento, caricata da una croce di rosso; nel 2º d'azzurro, all'anelletto d'argento; nel 3º d'azzurro, alla banda d'argento, accostata da due doppie cotisse potenziata e contropotenziata d'oro; nel 4º d'argento seminato di torte di nero, al decusse spinato di rosso attraversante) |
|        | Courtisols D'azur à la ruche d'or accompagnée de neuf abeilles du même ordonnées en orle (d'azzurro, all'alveare d'oro, accompagnato da nove api dello stesso ordinate in orlo) |
|        | Cramant D'argent à la bande d'azur accompagnée, en chef, d'un ours au naturel passant en bande et, en pointe, d'une bouteille de champagne au naturel, étiquetée du champ, posée en bande, surmontée d'un rinceau de vigne tigé et feuillé de sinople, fruité de deux grappes de pourpre (d'argento, alla banda d'azzurro, accompagnata, in capo, da un orso al naturale passante in banda e, in punta, da una bottiglia di champagne al naturale, etichettata del campo, posta in banda, sormontata da un ramo di vite fustato e fogliato di verde, fruttato di due grappoli di porpora) |
|        | Cuchery Parti : au premier d'azur au beffroi d'église d'argent, mouvant de la pointe, ajouré, maçonné et couvert de sable, au chef d'or chargé d'une feuille de chanvre de sinople, au second d'or à la roue de moulin de sable, mouvant d'une champagne fascée ondée d'azur et d'argent de huit pièces, au chef aussi d'azur chargé d'un épi de blé du champ ; à la grappe de raisin de l'un en l'autre brochant sur la partition en chef (partito: nel 1º d'azzurro, alla torre di chiesa d'argento, movente dalla punta, finestrata, murata e coperta di nero, al capo d'oro, caricato di una foglia di canapa di verde; al 2º d'oro, alla ruota di mulino di nero, movente da una campagna fasciata ondata d'azzurro e d'argento di otto pezzi, al capo pure d'azzurro, caricato di una spiga di grano del campo; al grappolo d'uva dell'uno all'altro, attraversante sulla partizione in capo)                                                                                                  |
|        | Cumières Taillé : au premier d'azur semé de fleurs de lys d'or, au second d'argent au lion de sable, armé et lampassé de gueules (tagliato: nel 1º d'azzurro seminato di gigli d'oro; nel 2º d'argento, al leone di nero, armato e lampassato di rosso) |

## D
| Stemma | Nome del comune e blasonatura |
| ------ | --- |
|        | Damery Taillé d'azur et de gueules au sautoir d'argent brochant sur la partition (tagliato d'azzurro e di rosso, alla croce di Sant'Andrea d'argento attraversante sulla partizione) |
|        | Dizy Tranché : au premier d'azur à l'église d'argent ouverte et ajourée de sable, au second d'or à la branche de vigne au naturel, pamprée de sinople, fruitée de deux grappes de raisin, l'une de pourpre, l'autre d'or ; à la bande d'azur potencée et contre-potencée remplie d'argent brochant sur la partition (trinciato: nel 1º d'azzurro, alla chiesa d'argento, aperta e finestrata di nero; nel 2º d'oro, al ramo di vite al naturale, pampinoso di verde, fruttato di due grappoli d'uva, l'uno di porpora, l'altro d'oro; alla banda d'azzurro, potenziata e contropotenziata, riempita d'argento, attraversante sulla partizione) |
|        | Dormans D'azur, semé de fleurs de lys d'or, au coq chantant et hardi d'argent couronné et membré de gueules, brochant sur le tout (d'azzurro seminato di gigli d'oro, al gallo cantante e ardito d'argento, coronato e membrato di rosso, attraversante sul tutto) |

## E
| Stemma | Nome del comune e blasonatura |
| ------ | --- |
|        | Écriennes Écartelé : au premier et au quatrième de gueules à la croisette tréflée d'argent, au deuxième et au troisième d'azur à la tour carrée d'argent maçonnée de sable ; au sautoir dentelé d'or brochant sur la partition (inquartato: nel 1º e 4º di rosso, alla crocetta trifogliata d'argento; nel 2º e 3º d'azzurro, alla torre quadrata d'argento, murata di nero; alla croce di Sant'Andrea dentata d'oro attraversante sulla partizione)                                                                                       |
|        | Épernay D'azur aux trois roses d'argent (d'azzurro, a tre rose d'argento) |
|        | L'Épine D'azur semé d'épines d'argent à la fleur de lys d'or brochante, surmontée d'une double divise potencée et contre-potencée du même brochante aussi (d'azzurro seminato di spine d'argento, al giglio d'oro attraversante, sormontato da una doppia divisa potenziata e contropotenziata dello stesso pure attraversante) |
|        | Étoges Parti : au premier écartelé au I et au IV d'argent semé de grillets soudés d'or soutenus chacun d'un croissant de gueules, au II et au III de gueules aux trois pals de vair et au chef d'or chargé d'une merlette de sable, au second d'argent au dragon de sinople (partito: nel 1º inquartato, al I e IV d'argento seminato di sonagli saldati d'oro ciascuno sostenuto da un crescente di rosso, al II e III di rosso, a tre pali di vaio e il capo d'oro caricato di un merlotto di nero; nel 2º d'argento, al drago di verde) |

## F
| Stemma | Nome del comune e blasonatura |
| ------ | --- |
|        | Fagnières D'azur au chevron d'argent accompagné, en chef, de deux moulinets du même emmanchés d'or et, en pointe, d'une épée aussi d'or (d'azzurro, allo scaglione d'argento accompagnato, in capo, da due mulinelli dello stesso, manicati d'oro, e, in punta, da una spada pure d'oro) |
|        | Faux-Fresnay D'azur à la roue de moulin d'or mouvant d'une champagne ondée d'argent, surmontée d'un fer de lance du même, chapé aussi d'or chargé, à dextre, d'une branche de hêtre de sinople posée en barre et, à senestre, d'une branche de frêne du même posée en bande, au chef d'azur chargé d'une étoile adextrée de deux clefs passées en sautoir et senestrée d'un massacre de cerf, le tout aussi d'or (d'azzurro, alla ruota di mulino d'oro movente da una campagna ondata d'argento, sormontata da un ferro di lancia dello stesso, mantellato pure d'oro, caricato, a destra, da un ramo di faggio di verde posto in sbarra e, a sinistra, da un ramo di frassino dello stesso posto in banda; al capo d'azzurro caricato di una stella, addestrata da due chiavi passate in decusse e sinistrata da un massacro di cervo, il tutto pure d'oro) |
|        | Faverolles-et-Coëmy De gueules fretté d'argent au griffon d'or brochant sur le tout (di rosso, cancellato d'argento, al grifone d'oro attraversante sul tutto) |
|        | Fère-Champenoise Coupé crénelé de cinq merlons et quatre créneaux : au premier de gueules à la fleur de lys d'argent accostée de deux fers de lance du même, au second d'azur plain (troncato merlato di cinque merli e quattro incavature: nel 1º di rosso, al giglio d'argento accostato da due ferri di lancia dello stesso; nel 2º d'azzurro pieno) |
|        | Festigny Coupé : au premier parti au I d'azur semé de fleurs de lys d'or à la bordure componée d'argent et de gueules et au II bandé d'or et d'azur aux deux clefs d'argent passées en sautoir et surmontées d'une couronne de quatre tours du même, brochant sur le tout, à la bordure de gueules, au second d'azur à la bande d'argent côtoyée de deux doubles cotices potencées et contre-potencées d'or, à la bordure de gueules (troncato: nel 1º partito, al I d'azzurro seminato di gigli d'oro, alla bordura composta d'argento e di rosso, e al II bandato d'oro e d'azzurro, a due chiavi d'argento passate in decusse e sormontate da una corona di quattro torri dello stesso, attraversante sul tutto, alla bordura di rosso; nel 2º d'azzurro, alla banda d'argento accostata da due doppie cotisse potenziate e contropotenziate d'oro, alla bordura di rosso) |
|        | Fismes Écartelé : au premier et au quatrième de gueules au dextrochère armé d'argent tenant une épée du même, surmonté d'un casque d'azur taré de profil, au deuxième et au troisième burelé d'argent et d'azur de dix pièces aux trois chevrons de gueules brochant, le premier écimé ; sur le tout d'azur aux trois personnages armés d'or, à dextre d'une lance, au centre d'une épée et à senestre d'une hallebarde, à la bordure d'argent chargée de la légende SIGILL. MAIORIS ET IURATORIUN COMMUNIE DE FIMES, en lettres capitales de sable (inquartato: nel 1º e 4º di rosso, al destrocherio armato d'argento tenente una spada dello stesso, sormontato da un elmo d'azzurro posto di profilo; nel 2º e 3º burellato d'argento e d'azzurro di dieci pezzi, a tre scaglioni di rosso attraversanti, il primo troncato; sul tutto d'azzurro, a tre personaggi armati d'oro, a destra di una lancia, al centro di una spada e a sinistra da un'alabarda, alla bordura d'argento caricata dalla frase SIGILL. MAIORIS ET IURATORIUN COMMUNIE DE FIMES, in lettere maiuscole di nero) |

## G
| Stemma | Nome del comune e blasonatura |
| ------ | --- |
|        | Gaye De gueules à la fasce ondée abaissée d'azur, bordée d'argent, surmontée à dextre d'une gerbe de blé d'or et à senestre de deux clés du même passées en sautoir et brochant sur une épée haute d'argent garnie d'or, à la roue de moulin du même brochant en abîme sue la fasce ; au chef d'azur chargé d'une fasce d'argent côtoyée de deux doubles burelles potencées contre potencées d'or. Di rosso alla fascia ondata abbassata d'azzurro, sormontata a destra da un covone di grano d'oro e a sinistra da due chiavi dello stesso passate in decusse e attraversanti su una spada d'argento guarnita d'oro posta in palo, alla ruota di mulino dello stesso attraversante in abisso sulla fascia; al capo d'azzurro caricato di una fascia d'argento accostata da due doppie cotisse potenziate e contropotenziate d'oro |
|        | Givry-en-Argonne D'argent au loup-cervier ravissant au naturel, au chef d'azur chargé de deux molettes d'éperon d'or (d'argento, al lupo cerviere rapace al naturale, al capo d'azzurro caricato di due rotelle di sperone d'oro) |

## H
| Stemma | Nome del comune e blasonatura |
| ------ | --- |
|        | Haussignémont D'or à la bande d'azur chargée de trois fleurs de lys d'argent, accompagnée, en chef, d'un cor de chasse contourné de sinople, lié de gueules, et, en pointe, d'une tête de maure de sable liée aussi d'argent (d'oro, alla banda d'azzurro caricata di tre gigli d'argento, accompagnata, in capo, da un corno da caccia rivoltato di verde, legato di rosso, e, in punta, da una testa di moro di nero legata pure d'argento) |
|        | Hautvillers De gueules aux deux clefs d'or passées en sautoir (di rosso, a due chiavi d'oro passate in decusse) |
|        | Heiltz-le-Hutier De contre-vair à la croix ancrée d'or (di controvaio, alla croce ancorata d'oro) |
|        | Heiltz-le-Maurupt Parti d'azur et d'or au buisson soutenu d'une tierce ondée, le tout de l'un en l'autre (partito d'azzurro e d'oro, al cespuglio sostenuto da una terza ondata, il tutto dell'uno all'altro) |
|        | Hermonville D'azur à la gerbe de blé d'or posée sur une champagne cousue de sinople, au chef d'argent chargé de deux grappes de raisin de sable tigées et feuillées de sinople (d'azzurro, al covone di grano d'oro posato su una campagna cucita di verde; al capo d'argento caricato di due grappoli d'uva di nero fustato e fogliato di verde) |
|        | Huiron D'azur au mont d'or posé sur une champagne de sinople, adextré d'une fleur de lys aussi d'or et senestré d'un soleil du même, au chef de gueules chargé d'un bourdon et d'une crosse contournée passés en sautoir, le tout aussi d'or (d'azzurro, al monte d'oro posato su una campagna di verde, addestrato da un giglio pure d'oro e sinistrato da un sole dello stesso; al capo di rosso caricato di un bastone da pellegrino e da un pastorale rivoltato passati in decusse, il tutto pure d'oro) Incongruenza tra disegno e blasonatura: il monte è addestrato da un sole e sinistrato da un giglio. |

## I
| Stemma | Nome del comune e blasonatura |
| ------ | --- |
|        | Isle-sur-Marne D'azur au chevron d'or accompagné, en chef, de deux rencontres de cerf d'argent et, en pointe, d'une croix de Malte du même (d'azzurro, allo scaglione d'oro, accompagnato, in capo, da due rincontri di cervo d'argento e, in punta, da una croce di Malta dello stesso) |
|        | Isles-sur-Suippe D'azur semé de fleurs de lys d'or à la croix d'argent brochant sur le tout (d'azzurro seminato di gigli d'oro, alla croce d'argento attraversante sul tutto) |

## J
| Stemma | Nome del comune e blasonatura |
| ------ | --- |
|        | Janvry Tiercé en pal d'azur, d'argent et de gueules à la corneille volante de sable, tenant en son bec un pampre de vigne tigé au naturel, feuillé de sinople, aux trois grappes de raisin, celles de dextre et de senestre d'or, la troisième de pourpre (interzato in palo d'azzurro, d'argento e di rosso, alla cornacchia volante di nero, tenente nel becco un pampino di vite fustato al naturale, fogliato di verde, a tre grappoli d'uva, quelli di destra e di sinistra d'oro, il terzo di porpora) |
|        | Jonchery-sur-Vesle Écartelé : au premier et au quatrième d'argent au lion de sinople armé, lampassé et couronné d'or, au deuxième et au troisième d'azur au lion couronné d'or (inquartato: nel 1º e 4º d'argento, al leone di verde, armato, lampassato e coronato d'oro; nel 2º e 3º d'azzurro, al leone coronato d'oro) |
|        | Juvigny D'azur au chevron d'argent accompagné, en chef, de deux étoiles du même et, en pointe, d'une gerbe de blé d'or sommée d'un pigeon ramier aussi d'argent (d'azzurro, allo scaglione d'argento, accompagnato, in capo, da due stelle dello stesso e, in punta, da un covone di grano d'oro cimato da un colombaccio pure d'argento) |

## L
| Stemma | Nome del comune e blasonatura |
| ------ | --- |
|        | Larzicourt Écartelé : au premier d'argent fretté de sable, au chef d'or chargé de trois merlettes aussi de sable, au deuxième d'azur aux trois fleurs de lys d'or, au bâton de gueules péri en bande et au bâton d'argent péri en barre brochant sur le précédent, au troisième d'or au lion d'azur lampassé et couronné de gueules, au quatrième de sinople à la fasce d'argent chargée d'une couleuvre ondoyante de sable, accompagnée de trois roses d'or (inquartato: nel 1º d'argento cancellato di nero, al capo d'oro caricato di tre merlotti pure di nero; nel 2º d'azzurro, a tre gigli d'oro, al bastone di rosso scorciato in banda e al bastone d'argento scorciato in sbarra attraversante sul precedente; nel 3º d'oro, al leone d'azzurro, lampassato e coronato di rosso; nel 4º di verde, alla fascia d'argento caricata di una serpe ondeggiante di nero, accompagnata da tre rose d'oro) |
|        | Linthelles Écartelé en sautoir : au premier d'azur au croissant d'or, au deuxième et au troisième d'azur aux cinq fasces d'argent, au quatrième d'azur au casque d'argent taré à demi-profil ; au sautoir engrêlé d'or brochant sur la partition (inquartato in decusse: nel 1º d'azzurro, al crescente d'oro; nel 2º e 3º d'azzurro, a cinque fasce d'argento; nel 4º d'azzurro, all'elmo d'argento posto di tre quarti; alla croce di Sant'Andrea spinata d'oro attraversante sulla partizione) |
|        | Livry-Louvercy De gueules à la crosse d'or et à l'épée d'argent garnie aussi d'or passées en sautoir, à la champagne aussi d'argent sommée d'une divise d'azur chargée d'une jumelle d'or potencée et contre-potencée, au chef aussi d'azur chargé de deux anilles aussi d'or, soutenu d'une divise ondée d'argent (di rosso, al pastorale d'oro e alla spada d'argento, guarnita pure d'oro, passati in decusse, alla campagna pure d'argento cimata da una divisa d'azzurro caricata da una gemella d'oro potenziata e contropotenziata; al capo pure d'azzurro caricato di due ferri d'ancoraggio pure d'oro, sostenuto da una divisa ondata d'argento) |
|        | Louvois D'azur aux deux loups passants, rangés en bande, côtoyés de deux doubles cotices potencées et contre-potencées, le tout d'or, au chef aussi d'azur chargé de trois étoiles aussi d'or, soutenu du même (d'azzurro, a due lupi passanti, ordinati in banda, accostati da due doppie cotisse potenziate e contropotenziate, il tutto d'oro, al capo pure d'azzurro, caricato di tre stelle pure d'oro, sostenuto dello stesso) |
|        | Ludes D'azur à la bande d'or chargée de trois grappes de raisin d'azur posées à plomb, accompagnée, en chef, d'une étoile côtoyée de deux billettes et, en pointe, d'un épi de blé, le tout aussi d'or (d'azzurro, alla banda d'oro, caricata di tre grappoli d'uva d'azzurro posti a piombo, accompagnata, in capo, da una stella accostata da due biglietti e, in punta, da una spiga di grano, il tutto pure d'oro) |
|        | Luxémont-et-Villotte D'or au lion de gueules à la queue fourchue, armé, lampassé et couronné d'argent, à la traverse du même brochant sur le tout, à la bordure aussi de gueules chargée, en chef, de trois étoiles aussi d'argent et, en pointe, d'une coquille du champ (d'oro, al leone di rosso, con la coda forcata, armato, lampassato e coronato d'argento, alla traversa dello stesso attraversante sul tutto; alla bordura pure di rosso, caricata, in capo, da tre stelle pure d'argento e, in punta, da una conchiglia del campo) |

## M
| Stemma | Nome del comune e blasonatura |
| ------ | --- |
|        | Mailly-Champagne Coupé : au premier parti au I taillé de sinople et d'argent semé de pomponnes (flûtes à champagne sans pied) d'or et au II d'azur à la bande d'argent côtoyée de deux doubles cotices potencées et contre-potencées d'or, au second d'argent au cep de vigne arraché pampré de sinople, fruité de pourpre, au chef bastillé d'orangé maçonné de sable (troncato: nel 1º partito: al I tagliato di verde e d'argento seminato di pomponne (coppe da champagne senza piede) d'oro, e al II d'azzurro, alla badna d'argento accostata da due doppie cotisse potenziate e contropotenziate d'oro; nel 2º d'argento, al ceppo di vite sradicato pampinoso di verde, fruttato di porpora; al capo merlato d'aranciato, murato di nero) |
|        | Maisons-en-Champagne D'argent au sautoir d'azur, au lion d'or armé et lampassé de gueules brochant sur le tout (d'argento, al decusse d'azzurro, al leone d'oro, armato e lampassato di rosso, attraversante sul tutto) |
|        | Mancy Écartelé : au premier et au quatrième d'azur au chevron d'or accompagné, en chef, de deux roses d'argent et en pointe, d'une coquille aussi d'or, au deuxième et au troisième de sinople au coq hardi d'argent barbé, crêté, langué et membré de gueules (inquartato: nel 1º e 4º d'azzurro, allo scaglione d'oro accompagnato, in capo, da due rose d'argento e, in punta, da una conchiglia pure d'oro; nel 2º e 3º di verde, al gallo ardito d'argento, bargigliato, crestato, linguato e membrato di rosso) |
|        | Marcilly-sur-Seine D'azur au pairle d'argent chargé de trois trains de billes de bois au naturel, accompagné, en chef, d'un poisson contourné aussi d'argent, au flanc dextre, d'une ancre cordée d'or et, au flanc senestre, d'une gerbe de blé du même (d'azzurro, alla pergola d'argento, caricata di tre treni di sfere di legno al naturale, accompagnata, in capo, da un pesce rivoltato pure d'argento, al fianco destro, da un'ancora cordata d'oro e, al fianco sinistro, da un covone di grano dello stesso) |
|        | Mardeuil D'azur à la bande d'argent côtoyée de deux doubles cotices potencées et contre-potencées d'or, au pressoir aussi d'argent brochant sur le tout (d'azzurro, alla banda d'argento accostata da due doppie cotisse potenziate e contropotenziate d'oro, al torchio pure d'argento attraversante sul tutto) |
|        | Mareuil-le-Port De sinople à la barre cousue d'azur chargée d'un bâton d'argent surchargé à l'intérieur de potences et de contre-potences de sable, accompagnée, en chef, d'une grappe de raisin tigée du même et, en pointe, d'un épi de blé aussi de sable, au chef d'or (di verde, alla sbarra cucita d'azzurro, caricata di un bastone d'argento sovraccaricato internamente di potenze e contropotenze di nero, accompagnata, in capo, da un grappolo d'uva fustato dello stesso e, in punta, da una spiga di grano pure di nero; al capo d'oro) |
|        | Marolles Écartelé : au premier et au quatrième de sinople aux trois têtes de bélier d'argent, au deuxième et au troisième d'azur aux trois roses d'or (inquartato: nel 1º e 4º di verde, a tre teste di ariete d'argento; nel 2º e 3º d'azzurro, a tre rose d'oro) |
|        | Maurupt-le-Montois D'azur au chevron d'or chargé de trois molettes de sable, accompagné de trois roses d'argent (d'azzurro, allo scaglione d'oro, caricato di tre rotelle di sperone di nero, accompagnato da tre rose d'argento) |
|        | Le Meix-Tiercelin D'or aux trois têtes de faucon de sable, à la bordure engrêlée d'azur (d'oro, a tre teste di falco di nero; alla bordura spinata d'azzurro) |
|        | Merfy Divisé en chevron : au premier de gueules au pampre de vigne d'or à dextre et à l'épi de blé du même à senestre, au second d'azur à la piéta d'argent ; au chevron d'argent côtoyé de deux doubles cotices en chevron potencées et contre-potencées d'or, le tout brochant sur la partition (troncato in scaglione: nel 1º di rosso, al pampino di vite d'oro a destra e alla spiga di grano dello stesso a sinistra; nel 2º d'azzurro, alla pietà d'argento; allo scaglione d'argento accostato da due doppie cotisse en scaglione potenziate e contropotenziate d'oro, il tutto attraversante sulla partizione) |
|        | Le Mesnil-sur-Oger D'argent au lion d'azur à la queue fourchue et passée en sautoir (d'argento, al leone d'azzurro alla coda forcata e passate in decusse) |
|        | Moiremont D'azur semé de fleurs de lys d'or à la crosse d'argent brochant sur le tout (d'azzurro seminato di gigli d'oro, al pastorale d'argento attraversante sul tutto) |
|        | Monthelon D'azur à l'aigle d'argent soutenue de deux serpettes d'or passées en sautoir, au chef du même semé de grillets soudés d'argent soutenus chacun d'un croissant de gueules (d'azzurro, all'aquila d'argento sostenuta da due serpi d'oro passate in decusse; al capo dello stesso seminato di sonagli saldati d'argento, ciascuno sostenuto da un crescente di rosso) |
|        | Montigny-sur-Vesle D'azur semé de fleurs de lys d'or au lion d'argent armé et lampassé de gueules issant d'une champagne ondée aussi d'argent (d'azzurro seminato di gigli d'oro, al leone d'argento, armato e lampassato di rosso, uscente da una campagna ondata pure d'argento) |
|        | Montmirail Fascé de vair et de gueules (fasciato di vaio e di rosso) |
|        | Montmort-Lucy Tranché ondé : au premier d'azur à la colombe d'argent tenant en son bec un rameau d'olivier d'or, au second d'or à l'épée de gueules et à la clef du même passées en sautoir ; l'écusson d'argent à la croix de gueules chargée de cinq coquilles d'or, cantonnée au premier de la lettre M capitale ronde de sable et au quatrième de la lettre L du même, brochant en abîme sur la partition (trinciato ondato: nel 1º d'azzurro, alla colomba d'argento tenente nel becco un ramo d'olivo d'oro; nel 2º d'oro, alla spada di rosso e alla chiave dello stesso passate in decusse; lo scudetto d'argento, alla croce di rosso caricata di cinque conchiglie d'oro, accantonata nel 1º dalla lettera M maiuscola rotonda di nero e nel 4º dalla lettera L dello stesso, attraversante in abisso sulla partizione)                                                                           |
|        | Mourmelon-le-Grand D'azur à la bande d'argent côtoyée de deux doubles cotices potencées et contre-potencées d'or, accompagnée, en chef, d'une aigle romaine d'or empiétant un foudre du même et, en pointe, de deux fûts de canon aussi d'or passés en sautoir (d'azzurro, alla banda d'argento accostata da due doppie cotisse potenziate e contropotenziate d'oro, accompagnate, in capo, da un'aquila romana d'oro afferrante un fulmine dello stesso e, in punta, di due fusti di cannone pure d'oro passati in decusse) |
|        | Mourmelon-le-Petit D'azur à la bande d'argent côtoyée de deux doubles cotices potencées et contre-potencées d'or, à la roue de moulin du même issant d'une burelle ondée aussi d'argent en pointe, à la crosse aussi d'or brochant sur le tout, au chef échiqueté d'azur et d'argent de trois tires chargé d'une aigle romaine empiétant un foudre, adextrée d'un épi de blé soutenu d'une force et senestrée d'ailes de moulin, le tout d'or (d'azzurro, alla banda d'argento accostata da due doppie cotisse potenziate e contropotenziate d'oro, alla ruota d mulino dello stesso uscente da una burella ondata pure d'argento in punta, al pastorale pure d'oro attraversante sul tutto; al capo scaccato d'azzurro e d'argento di tre tiri, caricato di un'aquila romana afferrante un fulmine, addestrata da una spiga di grano sostenuta da una forza e sinistrata da ali di mulino, il tutto d'oro) |
|        | Muizon Taillé : au premier de sinople à l'usine surmontée d'un silo, lui-même surmonté d'un arbre senestré d'une maison, le tout d'argent, au second de gueules au mouton contourné surmonté d'une gerbe de blé, elle-même surmontée d'un annelet, le tout d'or ; à la pointe d'or en barre brochant sur la partition (tagliato: nel 1º di verde all'officina sormontata da un magazzino, questo sormontato da un albero sinistrato da una casa, il tutto d'argento; nel 2º di rosso, al montone rivoltato sormontato da un anelletto, il tutto d'oro; alla punta d'oro in sbarra attraversante sulla partizione) |

## N
| Stemma | Nome del comune e blasonatura |
| ------ | --- |
|        | Neuilly-Saint-Front D'azur à la cotice d'or côtoyée en pointe d'une cotice potencée, les potences dirigées vers le haut, et accompagnée de trois fleurs de lis posées 1 et 2, le tout du même (d'azzurro, alla cotissa d'oro accostata in punta da una cotissa potenziata, le potenze dirette verso l'alto, e accompagnata da tre gigli posti 1 e 2, il tutto dello stesso) |
|        | Nogent-l'Abbesse Taillé : au premier de sinople au pampre de vigne tigé, feuillé et fruité d'or, au second d'azur semé de fleurs de lys d'or ; à Saint Caprais armé, visière ouverte, épée nue et brandie, monté sur un cheval, le tout d'argent, surmonté d'une jumelle potencée et contre-potencée d'or, brochant sur le tout (tagliato: nel 1º di verde, al pampino di vite fustato, fogliato e fruttato d'oro; nel 2º d'azzurro seminato di gigli d'oro; a San Caprais armato, con la visiera aperta, la spada nuda e brandita, montato su un cavallo, il tutto d'argento, sormontato da una gemella potenziata e contropotenziata d'oro, attraversante sul tutto) |

## O
| Stemma | Nome del comune e blasonatura |
| ------ | --- |
|        | Œuilly D'azur aux trois aigrettes d'argent becquées et membrées de sable (d'azzurro, a tre aironi d'argento imbeccati e membrati di nero) |
|        | Oger D'azur aux trois moulinets d'argent emmanchés d'or (d'azzurro, a tre mulinelli d'argento manicati d'oro) |
|        | Oiry D'azur à la bande d'argent côtoyée de deux doubles cotices potencées et contre-potencées d'or, accompagnée, en chef, d'un pont d'une arche du même maçonné de sable et, en pointe, d'ue merlette aussi d'or (d'azzurro, alla banda d'argento accostata da due doppie cotisse potenziate e contropotenziate d'oro, accompagnate, in capo, da un ponte di un arco dello stesso murato di nero e, in punta, da un merlotto pure d'oro)              |
|        | Orbais-l'Abbaye D'azur aux deux clefs d'or passées en sautoir, à l'épée brochante d'argent, le tout accosté de deux larmes du même et surmonté de deux fleurs de lys aussi d'or (d'azzurro, a due chiavi d'oro passate in decusse, alla spada attraversante d'argento, il tutto accostato da due lagrime dello stesso e sormontato da due gigli pure d'oro) Incongruenza tra disegno e blasonatura: i gigli sormontano le due lagrime e non il tutto. |
|        | Orconte D'argent à la bande ondée de gueules chargée de trois besants d'or, accompagnée de deux lions aussi de gueules (d'argento, alla banda ondata di rosso caricata di tre bisanti d'oro, accompagnata da due leoni pure di rosso) |

## P
| Stemma | Nome del comune e blasonatura |
| ------ | --- |
|        | Pargny-sur-Saulx D'or aux deux fasces contre-bretessées de gueules, au pal d'azur brochant sur le tout, chargé, en chef, d'une fleur de lys du champ et, en pointe, d'une tierce ondée d'argent (d'oro, a due fasce contromerlate di rosso, al palo d'azzurro attraversante sul tutto, caricato, in capo, da un giglio del campo e, in punta, di una terza ondata d'argento) Incongruenza tra disegno e blasonatura: il palo è caricato in punta da una fascia ondata e non da una terza ondata. |
|        | Passy-Grigny D'or à la pointe d'azur chargée d'une clef du champ et d'une épée d'argent garnie aussi d'or passées en sautoir, surmontée d'une croisette pattée de gueules accostée de deux lions affrontés de sable armés, lampassés et couronnés aussi de gueules (d'oro, alla punta d'azzurro caricata di una chiave del campo e da una spada d'argento, guarnita pure d'oro, passate in decusse, sormontata da una crocetta patente di rosso accostata da due leoni affrontati di nero, armati, lampassati e coronati pure di rosso) Incongruenza tra disegno e blasonatura: i due leoni sono armati e coronati ma non lampassati di rosso. |
|        | Pleurs D'azur au chevron d'or accompagné de trois griffons d'argent, les deux du chef affrontés (d'azzurro, allo scaglione d'oro, accompagnato da tre grifoni d'argento, i due del capo affrontati) |
|        | Plivot Parti : au premier de sinople à la gerbe de blé d'or, au second d'azur semé de fleurs de lys d'or à la croix d'argent brochant sur le tout (partito: nel 1º di verde, al covone di grano d'oro; nel 2º d'azzurro seminato di gigli d'oro, alla croce d'argento attraversante sul tutto) |
|        | Pocancy De sinople au chevron accompagné, en chef, de deux roses et, en pointe, d'une croisette patriarcale, le tout d'or (di verde, allo scaglione accompagnato, in capo, da due rose e, in punta, da una crocetta patriarcale, il tutto d'oro) |
|        | Pogny D'azur au pont ancien d'une arche d'argent, maçonné de sable, mouvant des flancs, posé sur une burelle ondée aussi d'argent, le tout soutenu d'une roue de moulin coupée d'or, au chef cousu de gueules chargé de trois flammes aussi d'or (d'azzurro, al ponte antico di un arco d'argento, murato di nero, movente dai fianchi, posato su una burella ondata pure d'argento, il tutto sostenuto d una ruota di mulino troncata d'oro; al capo cucito di rosso, caricato di tre fiamme pure d'oro) |
|        | Pontfaverger-Moronvilliers D'azur au pont en dos d'âne de trois arches d'argent, maçonné de sable, posé sur une champagne de sinople chargée d'une gerbe de blé d'or, surmonté de deux fleurs de lys du même, au comble potencé et contre-potencé aussi d'argent (d'azzurro, al ponte a dosso d'asino di tre archi d'argento, murato di nero, posato su una campagna di verde caricata di uncovone di grano d'oro, sormontato da due gigli dello stesso, al colmo potenziato e contropotenziato pure d'argento) |
|        | Potangis Écartelé : au premier d'or à la panelle (feuille de peuplier) versée de sinople, au deuxième de sinople à l'étoile d'or, au troisième d'azur au trèfle d'or, au quatrième de gueules à la perdrix d'argent ; à la croix pattée de sable, percée en losange, brochant sur la partition (inquartato: nel 1º d'oro, alla foglia di pioppo rovesciata di verde,; nel 2º di verde, alla stella d'oro; nel 3º d'azzurro, al trifoglio d'oro; nel 4º di rosso, alla pernice d'argento; alla croce patente di nero, forata a losanga, attraversante sulla partizione)                                                                         |

## R
| Stemma | Nome del comune e blasonatura |
| ------ | --- |
|        | Reims D'argent aux deux rinceaux de laurier de sinople passés en double sautoir, au chef d'azur semé de fleurs de lys d'or (d'argento, a due rami di lauro di verde, passati in doppio decusse; al capo d'azzurro seminato di gigli d'oro) |
|        | Reuil Fascé d'or et de sable de huit pièces à la bande de vair brochant sur le tout (fasciato d'oro e di nero di otto pezzi, alla banda di vaio attraversante sul tutto) |
|        | Réveillon D'argent aux deux fasces de gueules chargées de cinq trèfles d'or, 3 et 2, au chef d'azur chargé d'une aigle aussi d'or (d'argento, a due fasce di rosso caricate di cinque trifogli d'oro, 3 e 2; al capo d'azzurro, caricato di un'aquila pure d'oro) |
|        | Les Rivières-Henruel Mi-parti : au premier d'or à l'aigle de sable, au second d'argent aux quatre fasces de gueules ; au pal ondé d'azur chargé d'une double vergette potencée et contre-potencée d'or, brochant sur la partition (semipartito: nel 1º d'oro, all'aquila di nero; nel 2º d'argento, a quattro fasce di rosso; al palo ondato d'azzurro, caricato di una doppia verghetta potenziate e contropotenziata d'oro, attraversante sulla partizione) Incongruenza tra disegno e blasonatura: lo stemma è semplicemente partito, e non semipartito (il che avrebbe comportato la presenza della sola mezza aquila destra). |

## S
| Stemma | Nome del comune e blasonatura |
| ------ | --- |
|        | Sacy De gueules aux deux tiges de blé feuillées d'argent aux épis d'or, posées en ogive renversée, passées en sautoir en pointe, liées du même, encadrant un cep de vigne feuillé aussi d'argent, fruité de trois pièces aussi d'or (di rosso, a due steli di grano fogliati d'argento, con le spighe d'oro, posti in ogiva rovesciata, passati in decusse in punta, legati dello stesso, inquadranti un ceppo di vite fogliato pure d'argento, fruttato di tre pezzi pure d'oro) |
|        | Saint-Amand-sur-Fion De sinople à la croix de Malte d'argent cantonnée de deux étoiles d'or en chef, à la crosse du même brochant sur le tout (di verde, alla croce di Malta d'argento, accantonata da due stelle d'oro nel capo, al pastorale dello stesso attraversante sul tutto) |
|        | Saint-Étienne-sur-Suippe Écartelé : au premier et au quatrième d'azur au chevron d'or accompagné de trois alérions d'argent, au deuxième et au troisième de gueules à la croix engrêlée d'or cantonnée de quatre annelets du même (inquartato: nel 1º e 4º d'azzurro, allo scaglione d'oro, accompagnato da tre alerioni d'argento; nel 2º e 3º di rosso, alla croce spinata d'oro, accantonata da quattro anelletti dello stesso) |
|        | Saint-Gibrien Écartelé en sautoir : au premier d'azur à la fasce d'argent cotoyée de deux doubles burelles potencées et contre-potencées d'or, au deuxième de gueules aux deux épis de blé feuillés d'or, les tiges passées en sautoir, au troisième de gueules au héron contourné d'or, au quatrième d'or au trèfle de sinople (inquartato in decusse: nel 1º d'azzurro, alla fascia d'argento, accostata da due doppie burelle potenziate e contropotenziate d'oro; nel 2º di rosso, a due spighe di grano fogliate d'oro, i fusti passati in decusse nel 3º di rosso, all'airone rivoltato d'oro; nel 4º d'oro, al trifoglio di verde)                                                                                                 |
|        | Saint-Imoges D'azur à l'arbre terrassé cousu de sinople, au chef cousu de gueules chargé de trois coquilles d'or (d'azzurro, all'albero terrazzato cucito di verde; al capo cucito di rosso, caricato di tre conchiglie d'oro) |
|        | Saint-Just-Sauvage Écartelé : au premier et au quatrième de gueules aux cinq étoiles de sept rais d'or ordonnées en sautoir, au deuxième et au troisième d'or aux cinq panelles (feuilles de peuplier) versées d'azur ordonnées en sautoir (inquartato: nel 1º e 4º di rosso, a cinque stelle di sette raggi d'oro ordinate in decusse; nel 2º e 3º d'oro, a cinque foglie di pioppo rovesciate d'azzurro ordinate in decusse) |
|        | Saint-Martin-d'Ablois Taillée : au premier d'or à la branche de vigne pamprée de sinople, fruitée de deux pièces de pourpre, au second d'azur à la double cotice potencée et contre-potencée d'or soutenue d'une roue de moulin d'argent mouvant du flanc senestre, issant d'une plaine ondée du même (tagliato: nel 1º d'oro, al ramo di vite pampinoso di verde, fruttato di due pezzi di porpora; nel 2º d'azzurro, alla doppia cotissa potenziata e contropotenziata d'oro, sostenuta da una ruota di mulino d'argento, movente dal fianco sinistro, uscente da una pianura ondata dello stesso) |
|        | Saint-Martin-sur-le-Pré D'azur au sautoir d'or, cantonné de quatre épis de blé du même (d'azzurro, alla croce di Sant'Andrea d'oro, accantonata da quattro spighe di grano dello stesso) |
|        | Saint-Memmie D'azur à la croix alésée cantonnée au premier d'une lettre S capitale et au quatrième d'une lettre M capitale, le tout d'or (d'azzurro, alla croce scorciata, accantonata nel 1º da una lettera " maiuscola e nel 4º da una lettera M maiuscola, il tutto d'oro) |
|        | Saint-Remy-en-Bouzemont-Saint-Genest-et-Isson D'azur à la bande d'argent chargée d'une bande de sable surchargée de trois flanchis d'or, accompagnée en chef d'une colombe du Saint Esprit aussi d'argent fondant et tenant en son bec la Sainte Ampoule aussi d'or (d'azzurro, alla banda d'argento, caricata di una banda di nero. sovraccaricata da tre crocette in decusse d'oro, accompagnata in capo da una colomba dello Spirito Santo pure d'argento, volante verso la punta e tenente nel becco la Santa Ampolla, pure d'oro) |
|        | Saint-Thierry De gueules à l'arbre arraché au naturel sommé d'une aigle d'argent, aux cinq crosses d'or brochant sur le tout, deux à dextre l'une sur l'autre mouvant du canton dextre de la pointe, une mouvant du point de la pointe, deux à senestre l'une sur l'autre mouvant du canton senestre de la pointe (di rosso, all'albero sradicato al naturale, cimato da un'aquila d'argento, a cinque pastorali d'oro attraversanti sul tutto, due a destra, l'uno sull'altro, moventi dal canton destro della punta, uno movente dal punto della punta, due a sinistra, l'uno sull'altro, moventi dal canton sinistro della punta) |
|        | Sainte-Marie-du-Lac-Nuisement Écartelé en vis d'escargot de gueules, de sinople, de sable et d'azur aux deux colonnes d'or surmontées d'un lambel d'argent, le tout brochant sur la partition (inquartato in grembi ritondati di rosso, di verde, di nero e d'azzurro, a due colonne d'oro, sormontate da un lambello d'argento, il tutto attraversante sulla partizione) |
|        | Sainte-Menehould D'azur à une porte de ville donjonnée d'argent maçonnée ajourée et ouverte de sable, les deux tours d'angle essorées en dôme d'or, la porte chargée d'un lion d'or, armé et lampassé de gueules, issant du seuil et tenant dans sa patte dextre une épée en barre aussi d'argent ; les trois tours sommées chacune d'une aigle essorante du même (d'azzurro, alla porta di città torricellata d'argento, murata, finestrata e parte di nero, le due torri d'angolo coperta da una semisfera d'oro, la porta caricata di un leone d'oro, armato e lampassato di rosso, nascente dal suolo e tenente con la zampa destra una spada in sbarra pure d'argento; le tre torri cimate ognuna da un'aquila sorante dello stesso) |
|        | Savigny-sur-Ardres De gueules au griffon d'or ailé d'argent (di rosso, al grifone d'oro, alato d'argento) |
|        | Sermaize-les-Bains D'azur au phénix d'or sur son immortalité de gueules (d'azzurro, alla fenice d'oro, sulla sua immortalità di rosso) |
|        | Sézanne D'azur au château de cinq tours d'argent maçonné de sable, surmonté de trois fleurs de lys d'or rangées en chef (d'azzurro, al castello di cinque torri d'argento, murato di nero, sormontato da tre gigli d'oro, ordinati in capo) |
|        | Sillery De gueules à la bande d'or chargée d'une traînée de poudre ondée de sable, côtoyée de cinq barillets du même, deux en chef et trois en pointe (di rosso, alla banda d'oro, caricata da una scia di polvere ondata di nero, accostata da cinque botti dello stesso, due in capo e tre in punta) |
|        | Somme-Vesle D'or au lion de gueules surmonté d'un lambel de sept pendants de sable, à la champagne ondée d'azur (d'oro, al leone di rosso, sormontato da un lambello di sette pendenti di nero, alla campagna ondata d'azzurro) |
|        | Sompuis D'argent au lion de sable, au lambel de cinq pendants d'or brochant, à la bordure engrêlée de gueules, au chef aussi d'or chargé, à dextre, d'une merlette aussi de sable et, à senestre, de trois falots aussi de gueules (d'argento, al leone di nero, al lambello di cinque pendenti d'oro attraversante, alla bordura spinata di rosso; al capo pure d'oro, caricato, a destra, da un merlotto pure di nero e, a sinistra, da tre fanali pure di rosso) |
|        | Suippes D'or au pal soudé d'argent chargé d'une bertauge (charrue) de sable, accosté de deux fuseaux soudés aussi d'argent, à la champagne aussi d'or bordée en chef aussi d'argent, chargée de trois maillets de gueules rangés en fasce (d'oro, al palo saldato d'argento, caricato di un aratro di nero, accostato da due fusi saldati pure d'argento, alla campagna pure d'oro, bordata in capo pure d'argento, caricata da tre maglietti di rosso ordinati in fascia) |

## T
| Stemma | Nome del comune e blasonatura |
| ------ | --- |
|        | Taissy D'azur à la barre d'argent côtoyée de deux doubles cotices potencées et contre-potencées, accompagnée, en chef, d'une grappe de raisin feuillée et, en pointe, de trois épis de blé posés en barre traversant une roue dentée, le tout d'or, aux quatre burelles ondées aussi d'argent en pointe (d'azzurro, alla sbarra d'argento, accostata da due doppie cotisse potenziate e contropotenziate, accompagnata, in capo, da un grappolo d'uva fogliato e, in punta, da tre spighe di grano poste in sbarra, attraversanti una ruota dentata, il tutto d'oro, a quattro burelle ondate, pure d'argento, in punta) |
|        | Thiéblemont-Farémont D'azur semé de fleurs de lys d'argent à la tour d'or ouverte du champ, maçonnée de sable (d'azzurro seminato di gigli d'argento, alla torre d'oro aperta del campo, murata di nero) |
|        | Tinqueux D'azur aux quatre burelles ondées d'argent en pointe, à la pointe ployée du même chargée de trois flèches soudées d'or, adextrée d'un rinceau du même et senestrée de deux clefs adossées aussi d'or, les anneaux entrelacés et les pannetons vers la pointe, au chef aussi d'azur chargé d'une fasce diminuée aussi d'argent côtoyée de deux doubles burelles potencées et contre-potencées aussi d'or (d'azzurro, a quattro burelle ondate d'argento in punta, alla punta curvata dello stesso, caricata di tre fecce saldate d'oro, addestrata da un ramo dello stesso e sinistrata da due chiavi addossate pure d'oro, gli anelli intrecciati e con i congegni verso la punta; al capo pure d'azzurro, caricato di una fascia diminuita pure d'argento, accostata da due doppie burelle potenziate e contropotenziate pure d'oro) |
|        | Tours-sur-Marne D'azur aux deux tours d'argent, en forme de bouchon (de champagne), maçonnées de sable, celle de dextre chargée d'un bouquet de sept épis de blé d'or, celle de senestre, réduite aux deux tiers, chargée d'une grappe de raisin de pourpre feuillée au naturel, le tout soutenu d'une tierce ondée aussi d'argent (d'azzurro, a due torri d'argento, a forma di tappo (di champagne), murate di nero, quella di destra caricata di un mazzo di sette spighe di grano d'oro, quella di sinistra, ridotta a due terzi, caricata di un grappolo d'uva di porpora fogliata al naturale, il tutto sostenuto da una terza ondata pure d'argento) |
|        | Trois-Fontaines-l'Abbaye D'azur à la fontaine de trois jets d'argent (d'azzurro, alla fontana di tre getti d'argento) |
|        | Troissy Tranché : au premier de gueules à la tour d'or, au second de sinople à la branche de vigne pamprée d'or et fruitée de pourpre et au sarcloir aussi d'or passés en sautoir ; à la bande cousue d'azur chargée d'une bande d'argent côtoyée de deux doubles cotices potencées et contre-potencées aussi d'or (trinciato: nel 1º di rosso, alla torre d'oro; nel 2º di verde, al ramo di vite pampinosa d'oro e fruttata di porpora, e al sarchio, pure d'oro, passati in decusse; alla banda cucita d'azzurro, caricata di una banda d'argento accostata da due doppie cotisse potenziate e contropotenziate pure d'oro) |

## V
| Stemma | Nome del comune e blasonatura |
| ------ | --- |
|        | Val-de-Vière Contre-fascé d'or et d'azur de huit pièces aux deux clefs adossées de gueules brochant sur le tout (controfasciato d'oro e d'azzurro di otto pezzi, a due chiavi addossate di rosso attraversanti sul tutto) |
|        | Valmy D'argent aux trois rochers de sinople mouvant de la pointe, surmontés chacun d'une étoile de gueules, au chef du même chargé d'un croissant versé du champ (d'argento, a tre rocce di verde moventi dalla punta, sormontate ciascuna da una stella di rosso; al capo dello stesso caricatod i un crescente rovesciato del campo) |
|        | Vanault-les-Dames Tranché : au premier d'azur à l'épée basse et à la crosse passées en sautoir, cantonnées, en chef, du nom de Jésus et, en pointe, d'un besant, le tout d'or, au second de gueules à la fontaine d'argent ; à la bande d'argent côtoyée de deux doubles cotices potencées et contre-potencées d'or brochant sur la partition (trinciato: nel 1º d'azzurro, alla spada bassa e al pastorale passati in decusse, accantonati, in capo, dal nome di Gesù e, in punta, da un bisante, il tutto d'oro; nel 2º di rosso, alla fontana d'argento; alla banda d'argento, accostata da due doppie cotisse potenziate e contropotenziate d'oro attraversanti sulla partizione) |
|        | Vauchamps D'azur au chevron renversé d'or accompagné, en chef, d'une rose d'argent surmontée d'une tête au col arraché de cheval aussi d'or et, en pointe, de deux épées aussi d'argent posées en bande à dextre et en barre à senestre (d'azzurro, allo scaglione rovesciato d'oro, accompagnato, in capo, da una rosa d'argento sormontata da una testa di cavallo col collo strappato pure d'oro e, in punta, da due spade pure d'argento posate in banda a destra e in sbarra a sinistra) |
|        | Vaudesincourt Écartelé : au premier de gueules au sautoir engrêlé d'argent cantonné de quatre fleurs de lys d'or, au deuxième d'azur à la colombe fondante d'argent tenant en son bec la Sainte Ampoule du même, au troisième d'azur au chevron d'or accompagné de trois losanges du même, au quatrième de gueules au bouquet de trois épis de blé d'or liés de deux ficelles d'argent, posé en barre (inquartato: nel 1º di rosso, al decusse spinato d'argento, accantonato da quattro gigli d'oro; nel 2º d'azzurro, alla colomba d'argento volante verso la punta, tenente nel becco la Santa Ampolla dello stesso; nel 3º d'azzurro, allo scaglione d'oro, accompagnato da tre losanghe dello stesso; nel 4º di rosso, al mazzo di tre spighe di grano d'oro, legate di due nastri d'argento, poste in sbarra) |
|        | Venteuil D'azur à la bande d'or chargée de trois clefs de gueules posées en fasce, le panneton à dextre vers la pointe, accompagnée, en chef, d'un aquilon aussi d'or et, en pointe, d'un dahu bicéphale saillant du même (d'azzurro, alla banda d'oro, caricata di tre chiavi di rosso poste in fascia, con i congegni a destra rivolti verso la punta, accompagnata, in capo, da un aquilone pure d'oro e, in punta, da un dahu bicipite saliente dello stesso) |
|        | Verneuil Parti : au premier d'azur semé de fleurs de lys d'or, au second coupé au I de gueules aux chaînes d'or posées en orle, en croix et en sautoir, chargées en cœur d'une émeraude au naturel, et au II d'azur à la bande d'argent côtoyée de deux doubles cotices potencées et contre-potencées d'or (partito: nel 1º d'azzurro seminato di gigli d'oro; nel 2º troncato: al I di rosso, alle catene d'oro poste in orlo, in croce e in decusse, caricate in cuore da uno smeraldo al naturale; e al II d'azzurro, alla banda d'argento, accostata da due doppie cotisse potenziate e contropotenziate d'oro) |
|        | Vertus D'argent au cœur de gueules percé d'une flèche renversée de sable, ferrée d'argent, posée en bande (d'argento, al cuore di rosso, trafitto da una freccia rovesciata di nero, armata d'argento, posta in banda) |
|        | Verzenay Parti : au premier de sinople au moulin à vent de gueules, ailé d'or, accompagné de douze étoiles du même ordonnées en orle rond, au second d'azur à la bande d'argent côtoyée de deux doubles cotices potencées et contre-potencées d'or (partito: nel 1º di verde, al mulino a vento di rosso, alato d'oro, accompagnato da dodici stelle dello stesso ordinate in orlo rotondo; nel 2º d'azzurro, alla banda d'argento accostata d due doppie cotisse potenziate e contropotenziate d'oro) |
|        | Verzy D'argent aux deux comètes renversées d'or bordées de sable posées en chevron arqué en ogive, la lettre V capitale du même brochant sur le tout (d'argento, a due comete rovesciate d'oro, bordate di nero, poste in scaglione curvato in ogiva, la lettera V maiuscola dello stesso attraversante sul tutto) |
|        | La Veuve D'azur à la croix pattée alésée d'or, au chef d'argent chargé de trois coquilles de gueules (d'azzurro, alla croce patente scorciata d'oro; al capo d'argento, caricato di tre conchiglie di rosso) |
|        | Vienne-le-Château Mi-parti : au premier d'azur semé de croisettes recroisetées d'or aux deux bars adossés du même, au second de gueules aux cinq annelets d'or ordonnés en sautoir (semipartito: nel 1º d'azzurro seminato di crocette ricrocettate d'oro, a due barbi addossati dello stesso; nel 2º di rosso, a cinque anelletti d'oro ordinati in decusse) Incongruenza tra disegno e blasonatura: lo stemma è un semplice partito e non un semipartito. |
|        | Ville-Dommange D'azur aux deux sarcloirs d'or passés en sautoir, soutenus d'une serpette du même (d'azzurro, a due sarchi d'oro, passati in decusse, sostenuti da una serpe dello stesso) |
|        | Ville-en-Tardenois D'azur à la bande d'argent côtoyée de deux doubles cotices potencées et contre-potencées d'or, accompagnée, en chef, de deux gerbes de blé du même rangées en bande et, en pointe, de deux navettes aussi d'or passées en sautoir (d'azzurro, alla banda d'argento accostata da due doppie cotisse potenziate e contropotenziate d'oro, accompagnata, in capo, da due covoni di grano dello stesso, ordinati in banda, e, in punta, da due navette pure d'oro passate in decusse) |
|        | Vincelles Tranché : au premier d'azur aux trois têtes de léopard d'or ordonnées en orle, au second de sinople aux trois mailloches d'argent posés en pal et rangés en bande ; à la bande d'or brochant sur la partition (trinciato: nel 1º d'azzurro, a tre teste di leopardo d'oro ordinate in orlo; nel 2º di verde, a tre martelli di legno d'argento posti in palo e ordinati in banda; alla banda d'oro attraversante sulla partizione) |
|        | Vitry-en-Perthois D'azur à la bande d'argent côtoyée de deux doubles cotices potencées et contre-potencées d'or, au franc-canton d'or chargé d'un château de sable (d'azzurro, alla banda d'argento, accostata da due doppie cotisse potenziate e contropotenziate d'oro; al quartier franco d'oro, caricato di un castello di nero) |
|        | Vitry-le-François D'azur à la salamandre couronnée d'or sur sa patience de gueules vomissant des flammes du même, au chef aussi d'azur chargé de trois fleurs de lys d'or et soutenu d'une divise du même (d'azzurro, alla salamandra coronata d'oro sulla sua pazienza di rosso, vomitante fiamme dello stesso; al capo pure d'azzurro, caricato di tre gigli d'oro, sostenuto da una divisa dello stesso) |

## W
| Stemma | Nome del comune e blasonatura |
| ------ | --- |
|        | Warmeriville D'azur au chevron d'or chargé d'un écusson de gueules à la bande d'or, accompagné de trois épées d'argent (d'azzurro, allo scaglione d'oro, caricato di uno scudetto di rosso, alla banda d'oro, accompagnato da tre spade d'argento) |